# Charles-Joseph Tissot
Pour les articles homonymes, voir Tissot.
Charles-Joseph Tissot (aussi connu sous le nom de Charles Tissot) est un diplomate et archéologue français, pionnier de l'exploration de l'Afrique du Nord ancienne, né le 29 août 1828 à Paris où il est mort le 2 juillet 1884.

## Biographie
Issu d'une très ancienne famille italienne installée en Franche-Comté depuis le XIIe siècle, son père, avocat et agrégé de philosophie, choisit d'enseigner cette matière à Bourges puis à Dijon et de se charger de l'éducation de son fils. Charles Tissot apprend ainsi l'anglais, l'allemand, l'espagnol, le latin et le grec ainsi que le dessin.
Il fait ses études au lycée Charlemagne et les continue à la faculté de droit de Dijon. Admis à l'École d'administration nouvellement créée, il devient élève consul à Tunis (1852). Sa rencontre avec l'archéologue et aumônier de Saint-Louis-de-Carthage, l’abbé Bourgade, le décide de sa vocation archéologique.
À son retour à Paris, conseillé par Ernest Renan et Léon Renier, il prépare une thèse, revient en Tunisie (1855) et consacre sa thèse latine à l'étude du lac Triton.
En 1856, il envisage une importante fouille de Carthage qu'il ne peut réaliser. Il se livre malgré tout aux relevés épigraphiques et étudie les routes et itinéraires. Il voyage ainsi à travers toute la Régence (1857) où il récolte de nombreuses inscriptions romaines, découvre une voie non mentionnée par la Table de Peutinger et trouve l'emplacement de Thuburbo Majus déterminant ainsi les points intermédiaires entre Thuburbo et Hadrumète.
Consul, il vit successivement en Espagne, à Salonique et à Andrinople et travaille avec Charles de La Valette sur Herzégovine et sur une tentative de réconciliation entre Turcs et Monténégrins. Il le suit à Rome puis, après la rédaction de son ouvrage La Campagne de César en Afrique (1862), est envoyé à Iași en Roumanie puis devient sous-directeur politique au ministère des Affaires étrangères.
En 1869, il part pour Londres avec de La Valette, comme premier secrétaire de celui-ci et en 1871 est nommé ministre plénipotentiaire au Maroc. Il reprend alors ses recherches archéologiques et parcourt toutes les voies romaines du pays où il relève ruines et inscriptions et établit la carte d'une région pratiquement inexplorée jusqu'alors, la Maurétanie tingitane (1871-1876). En parallèle, il continue ses recherches sur les voies romaines de Tunisie et édite dans la Revue archéologique les inscriptions révélant le nom et l'emplacement de Banasa et une carte de la Maurétanie tingitane.
Il confie en 1874 son mémoire à Ernest Desjardins qui le soumets à l'Académie des inscriptions et belles-lettres. Tissot en donne lecture devant celle-ci qui l'élit alors membre correspondant en 1876.
En 1876, il explore le cours inférieur de la Medjerda. Ministre de France à Athènes (1876-1879), Albert Dumont lui confie la présidence de l'Institut de correspondance hellénique.
Lors d'un congé qu'il a obtenu, il explore la vallée de Bagrada et reconstitue la voie romaine de Carthage à Hippone par Bulla Regia et relève de très nombreuses inscriptions. Il communique ses travaux à Theodor Mommsen qui, en remerciement, le fait nommer membre de l'Institut archéologique allemand.
Nommé ambassadeur extraordinaire et plénipotentiaire à Constantinople (1880), puis à Londres (1882), élu membre de l'Académie des inscriptions et belles-lettres (1880), il refuse de suivre les conseils de Salomon Reinach et de confier l'exploration de la Tunisie aux élèves de l'École de Rome. Il devient malgré cela le collaborateur de Reinach et met au point avec lui la Géographie comparée de la province romaine d'Afrique.
En mars 1883, il devient Président de la Commission archéologique de Tunisie mais meurt subitement à Paris en son domicile, 4 rue de Tournon dans le 6e arrondissement le 2 juillet 1884.

## Publications
- Des proxénies grecques et leur analogie avec les institutions consulaires, 1863.
- De Tritonide lacu, 1863.
- Recherches sur la géographie comparée de la Maurétanie tingitane, Comptes rendus de l'Académie des inscriptions et belles-lettres, 1877.
- Le Bassin du Bagrada et la voie romaine de Carthage à Hippone par Bulla Regia, 1881.
- Recherches sur la campagne de César en Afrique, 1884.
- Exploration scientifique de la Tunisie. Géographie comparée de la province romaine d'Afrique, 2 vols. et un atlas, 1884-1891.
- Fastes de la province romaine d'Afrique, avec S. Reinach, 1885.